# 수잔 카렌

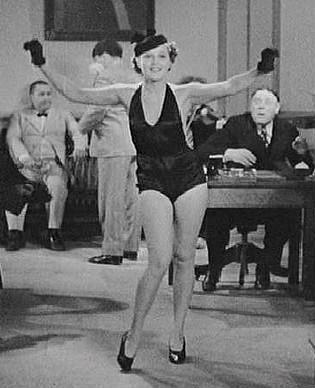

수잔 카렌(Suzanne Kaaren, 1912년 3월 21일 ~ 2004년 8월 27일)은 미국의 배우, 모델, 연극 배우, 영화배우, 댄서이다.
브루클린에서 태어났으며 엥글우드에서 사망하였다.

## 영화
- 아이 매리드 언 엔젤 (1942년)
- 데블 뱃 (1940년)
- 바보의 기쁨 (1939년)
- 여자들 (1939년)
- 스윗하츠 (1938년)
- 더 빅 브로드캐스트 오브 1936 (1935년)